# Bengt Sandblad
Bengt Lennart Sandblad, född 29 mars 1948, är en svensk professor emeritus i människa–datorinteraktion vid Uppsala universitet.
Bengt Sandblad, som är uppvuxen i Borlänge, blev civilingenjör i teknisk fysik 1972, disputerade i reglerteknik 1977, blev docent i systemanalys 1988 samt 2001 professor i människa-datorinteraktion vid Uppsala universitet och institutionen för informationsteknologi, avdelningen för visuell information och interaktion. 
Han arbetade under 1970-, 1980- och 90-talet som forskare vid Teknikum, institutionen för teknologi, UDAC, Uppsala Datacentral samt vid CMD, Centrum för studium av människan och datorn. Sedan 1999 är han verksam vid institutionen för informationsteknologi, där han under flera år varit avdelningsföreståndare och ställföreträdande prefekt.
Bengt Sandblad har sedan tidigt 80-tal varit aktiv i att bygga upp och utveckla såväl forskning som grund- och forskarutbildning i människa-datorinteraktion vid universitetet.

## Forskning och undervisning
Bengt Sandblads tidigare forskning handlade om simuleringsbaserade metoder för planering inom sjukvården, simuleringsmodeller av cellkinetik och uppbyggnaden av biologiska strukturer samt av datoranvändning i arbetslivet, främst inom sjukvården. Inom området systemanalys utgav han tillsammans med andra författare en lärobok i Systemanalys, ”System och Modell”. 
Sedan sent 80-tal har forskningen främst handlat om datoranvändning i arbetslivet, människa-datorinteraktion, användarcentrerade utvecklingsmodeller och utformning av människa-datorgränssnitt. Den mesta forskningen har varit tillämpad, enligt en aktionsforskningsmodell, och har handlat om effektiv datoranvändning i sjukvård, administrativa arbeten samt i trafik- och fordonsstyrning. En del av forskningen har bedrivits i europeiskt samarbete, under senare år t.ex. inom EU-projektet ONTIME som studerade framtida europeisk järnväg. En metod ”Målbilder” för användardeltagande i utformning av framtida IT-stödda arbeten har tagits fram.
Ett exempel på den tillämpade forskningen är det unika och långsiktiga samarbetet med Trafikverket kring utformningen av ett nytt framtida koncept för tågtrafikstyrning. 
Inom området digital arbetsmiljö tilldelades Bengt Sandblad år 2005 Levipriset av Sveriges ingenjörer för ” sina pionjärinsatser inom psykosocial arbetsmiljö, han är en nytänkare i att se sambanden mellan arbetsmiljön och IT-stöden i arbetet”. År 2015 tog han tillsammans med andra författare, på uppdrag av Arbetsmiljöverket, fram en kunskapssammanställning om digital arbetsmiljö. 
Bengt Sandblad har sedan tidigt 1970-tal varit aktiv inom universitetets grund- och forskarutbildning, och under åren genomfört mer är hundra olika kursinstanser, främst inom området människa-datorinteraktion. Han har varit handledare och ämnesgranskare för såväl licentiat- och doktorsavhandlingar som examensarbeten.
Han var under åren 1979-1980 ordförande i Svenska Operationsanalysföreningen. 
En historieskrivning om informationsteknologis utveckling vid Uppsala universitet, där Bengt Sandblads arbete ingår, finns dokumenterat i skriften ”Från informationsbehandling till informationsteknologi. Institutionen för informationsteknologi söker sina rötter”.
År 2018 författade han boken Digitaliseringen och arbetsmiljön tillsammans med andra medarbetare. Boken Den (o)mänskliga faktorn [15], författad tillsammans med Lena Kecklund, utkom år 2021